# Энсина (школа)
Старшая подготовительная школа Энсина (англ. Encina Preparatory High School) — старшая школа, расположенная в г. Сакраменто, штат Калифорния, США. Основана в 1959 году. В школе обучается около 1100 учеников. С конца 1980-х годов, из-за неуклонного падения количества учащихся неоднократно поднимался вопрос о закрытии школы.
Выпускниками школы были нобелевский лауреат Дэвид Уайнленд, генерал-лейтенант ВМС США Джон Гудмен,
баскетболист Джим Икинс, бас-гитарист The Eagles Тимоти Шмит и другие.